# Liste der Monuments historiques in Vannes
Die Liste der Monuments historiques in Vannes führt die Monuments historiques in der französischen Stadt Vannes auf.

## Liste der Bauwerke
| Bezeichnung                                  | Beschreibung | Standort                                            | Kennzeichnung | Schutzstatus                                          | Datum     | Bild |
| -------------------------------------------- | ------------ | --------------------------------------------------- | ------------- | ----------------------------------------------------- | --------- | ---- |
| Château-Gaillard und Pierre de Justice       |              | Rue Noe 2 (Lage)                                    | PA00091785    | classé (Château-Gaillard) inscrit (Pierre de Justice) | 1937 1913 |      |
| Haus                                         |              | Place Henri IV 1 (Lage)                             | PA00091791    | inscrit                                               | 1929      |      |
| Haus                                         |              | Place Henri IV 2 Place Saint-Pierre (Lage)          | PA00091790    | inscrit                                               | 1929      |      |
| Haus                                         |              | Place Henri IV 5 Rue Saint-Salomon 1 (Lage)         | PA00091792    | inscrit                                               | 1929      |      |
| Haus                                         |              | Place Henri IV 6 Rue des Chanoines 3 (Lage)         | PA00091789    | inscrit                                               | 1929      |      |
| Haus                                         |              | Rue des Chanoines 32 Rue Émile Burgault 2 (Lage)    | PA00091787    | inscrit                                               | 1929      |      |
| Haus                                         |              | Rue des Halles 23 (Lage)                            | PA00091788    | inscrit                                               | 1929      |      |
| Haus                                         |              | Rue Saint-Guenhaël 17 Rue de la Bienfaisance (Lage) | PA00091796    | inscrit                                               | 1929      |      |
| Haus                                         |              | Rue Saint-Guenhaël 19 (Lage)                        | PA00091797    | classé                                                | 1943      |      |
| Haus                                         |              | Rue Saint-Guenhaël 21 (Lage)                        | PA00091798    | inscrit                                               | 1933      |      |
| Haus                                         |              | Rue Saint-Guenhaël 23 (Lage)                        | PA00091799    | inscrit                                               | 1933      |      |
| Haus                                         |              | Rue Saint-Guenhaël 25–27 (Lage)                     | PA00091800    | inscrit                                               | 1933      |      |
| Haus                                         |              | Rue Saint-Guenhaël 29 (Lage)                        | PA00091801    | inscrit                                               | 1933      |      |
| Haus                                         |              | Rue Saint-Guenhaël 31 (Lage)                        | PA00091802    | inscrit                                               | 1933      |      |
| Haus                                         |              | Rue Saint-Salomon 10 (Lage)                         | PA00091803    | inscrit                                               | 1929      |      |
| Hôtel de Francheville                        |              | Place des Lices 1 Place du Poids-Public (Lage)      | PA00091783    | inscrit                                               | 1929      |      |
| Hôtel de Limur                               |              | Rue Thiers 31 (Lage)                                | PA00091784    | inscrit                                               | 1993      |      |
| Hôtel Saint-Georges                          |              | Rue des Orfèvres Place Valencia (Lage)              | PA00091786    | inscrit                                               | 1945      |      |
| Kalvarienkreuz auf dem Friedhof Calmont      |              | Calmont Rue Jean-Jaurès (Lage)                      | PA00091776    | inscrit                                               | 1929      |      |
| Kalvarienkreuz von Rohic                     |              | Le Rohic (Lage)                                     | PA00091780    | classé                                                | 1929      |      |
| Kapelle von Rohic                            |              | Le Rohic (Lage)                                     | PA00091773    | classé                                                | 1929      |      |
| Kapelle St-Yves                              |              | Place Maurice-Marchais (Lage)                       | PA00091778    | inscrit                                               | 1929      |      |
| Kathedrale von Vannes                        |              | Place Saint-Pierre (Lage)                           | PA00091772    | classé                                                | 1906      |      |
| Kirche St-Patern                             |              | Rue de la Fontaine (Lage)                           | PA00091782    | inscrit                                               | 2005      |      |
| Kreuz Fitzgerald                             |              | Friedhof von Boismoreau (Lage)                      | PA00091781    | inscrit                                               | 1937      |      |
| Maison Credey                                |              | Place des Lices 11 Rue Porte-Poterne (Lage)         | PA00091775    | inscrit                                               | 1931      |      |
| Maison de Saint-Vincent                      |              | Place Valencia 17 Rue des Orfèvres (Lage)           | PA00091794    | inscrit                                               | 1929      |      |
| Maison de Saint-Yves                         |              | Rue du Port 2 Rue du Drezen 1 (Lage)                | PA00091795    | inscrit                                               | 1929      |      |
| Maison des Trois-Piliers und Nachbarhaus     |              | Rue Thiers 1 Rue du Drezen 2 (Lage)                 | PA00091804    | inscrit                                               | 1929      |      |
| Musée de la Cohue                            |              | 22 rue des Halles (Lage)                            | PA00091777    | inscrit                                               | 1929      |      |
| Gebäude Petit-Fers                           |              | Rue Alain le Grand 1bis, 3 (Lage)                   | PA56000049    | inscrit                                               | 2000      |      |
| Portal der ehemaligen Kapelle St-Guen        |              | Saint-Guen Place Colonel Le Menach (Lage)           | PA00091774    | inscrit                                               | 1939      |      |
| Präfektur von Morbihan                       |              | Place du Général de Gaulle (Lage)                   | PA00091805    | inscrit                                               | 1975      |      |
| Rathaus                                      |              | Place Maurice-Marchais (Lage)                       | PA00091814    | inscrit                                               | 1992      |      |
| Stadtmauer von Vannes Bastion de Gréguennic  |              | Place de la Poissonnerie (Lage)                     | PA00091806    | inscrit                                               | 1958      |      |
| Stadtmauer von Vannes Bastion de Haute-Folie |              | Rue Thiers Rue Carnot Rue de la Poissonnerie (Lage) | PA00091806    | inscrit                                               | 1958      |      |
| Stadtmauer von Vannes Bastion Notre-Dame     |              | Rue Émile Burgault (Lage)                           | PA00091806    | classé                                                | 1956      |      |
| Stadtmauer von Vannes Éperon de la Garenne   |              | Rue des Remparts (Lage)                             | PA00091806    | inscrit                                               | 1925      |      |
| Stadtmauer von Vannes Porte Calmont          |              | Venelle de la Tour Trompette (Lage)                 | PA00091806    | classé                                                | 1927      |      |
| Stadtmauer von Vannes Porte Poterne          |              | Rue Porte Poterne (Lage)                            | PA00091806    | classé                                                | 1928      |      |
| Stadtmauer von Vannes Porte Prison und Turm  |              | Rue Porte Prison (Lage)                             | PA00091806    | classé                                                | 1925      |      |
| Stadtmauer von Vannes Porte Saint-Jean       |              | Rue Brizeux (Lage)                                  | PA00091806    | classé                                                | 1956      |      |
| Stadtmauer von Vannes Porte Saint-Vincent    |              | Rue Saint-Vincent (Lage)                            | PA00091806    | classé                                                | 1928      |      |
| Stadtmauer von Vannes Pulverturm             |              | Rue des Vierges (Lage)                              | PA00091806    | classé                                                | 1956      |      |
| Stadtmauer von Vannes Tour du Bourreau       |              | Rue Brizeux Rue du Mené (Lage)                      | PA00091806    | classé                                                | 1927      |      |
| Stadtmauer von Vannes Tour du Connétable     |              | Rue des Remparts (Lage)                             | PA00091806    | classé                                                | 1927      |      |
| Stadtmauer von Vannes Tour Joliette          |              | Rue Francis Decker (Lage)                           | PA00091806    | classé                                                | 1928      |      |
| Stadtmauer von Vannes Tour Saint-François    |              | Rue Thiers (Lage)                                   | PA00091806    | inscrit                                               | 1958      |      |
| Stadtmauer von Vannes Tour Trompette         |              | Venelle de la Tour Trompette (Lage)                 | PA00091806    | inscrit                                               | 1927      |      |
| Ursulinenkapelle                             |              | Rue Thiers 3 (Lage)                                 | PA00091779    | classé                                                | 1988      |      |
| Vannes et sa femme                           |              | Rue Noé Rue Bienheureux Pierre-René Rogues (Lage)   | PA00091793    | inscrit                                               | 1929      |      |

## Liste der Objekte
- Monuments historiques (Objekte) in Vannes in der Base Palissy des französischen Kultusministeriums